# Paul Selmersheim
Antoine Paul Selmersheim, né le 23 juin 1840 à Langres, Haute-Marne et mort le 4 décembre 1916 à Paris, 31 rue de Moscou, 8e arrondissement, est un architecte diocésain français.

## Biographie
Il est le fils de Joseph Selmersheim, fabricant de chandelles, et de Marie-Antoinette-Joséphine Courtet, mariés le 11 août 1839 à Langres, et petit-fils d’Antoine Courtet, greffier de la justice de paix du canton de Langres. Il est le neveu d'Eugène Millet dont il devient l'élève en 1862. À partir de 1863, il poursuit sa formation à l'École des Beaux-Arts
Il épouse à Paris, le 27 octobre 1868, Louise Naples, fille du peintre diocésain Paul Naples et d'Anastasie Millet.
Le 14 avril 1875, il est nommé architecte diocésain de Troyes (en remplacement d'Eugène Millet), puis le 7 novembre 1879 nommé architecte de la cathédrale de Moulins (en remplacement de Louis-Désiré-Gabriel Esmonnot), puis le 12 janvier 1885 nommé architecte diocésain de Langres (en remplacement de Naples).
Le 21 juillet 1885, il est nommé membre de la Commission nationale des monuments historiques. Le 18 mai 1887, il est nommé inspecteur général des monuments historiques. En 1888, il entre à la Société Centrale des Architectes français, présenté par Désiré Devrez, Juste Lisch et Achille Hermant.
Le 17 janvier 1891, il est nommé architecte diocésain de Paris. Le 6 décembre 1895, il est appelé à faire partie du Conseil des bâtiments civils comme membre de droit. Le 2 avril 1896? il est nommé architecte diocésain de Chartres.
Il rejoint l'Union syndicale des Architectes dès sa fondation, en 1909, par l'ensemble des architectes en chef des monuments historiques. Il succédera comme président de l'Union syndicale à Anatole de Baudot, décédé le 28 février 1915. 
Architecte du gouvernement pour les édifices diocésains et les monuments historiques, il a exécuté d'importants travaux aux cathédrales de Chartres, Moulins, Noyon, Paris et Troyes, et aux remarquables églises de Morienval, Saint-Leu-d'Esserent et Saint-Urbain de Troyes, et construit entièrement celles de Sainte-Marie-de-Chantal, à Dijon, le château natal de saint Bernard et l'église du centenaire, à Fontaine-lès-Dijon, de Notre-Dame d'Épernay, etc.
Paul Selmersheim obtient plusieurs médailles de l'École des Beaux-Arts, ainsi qu'aux Salons et Expositions de 1873, 1876, 1878, 1889, 1900, et enfin un grand prix à l'Exposition universelle de 1911 à Turin. Il est inhumé au cimetière de Montmartre, 4e division, avec ses parents, son épouse et le couple François Millet / Pauline Mesnil.

## Distinctions honorifiques et décorations
- 1867 (avec Sauvageot) - premier prix au concours ouvert pour la restauration d'une église à Brest
- 1873 seconde médaille au salon pour son projet de restauration du palais des ducs de Bourgogne à Dijon
- 1878 médaille à l'Exposition universelle de 1878
- Officier de la Légion d'honneur (1902).

## Principales réalisations
- Cathédrale de Moulins (restauration : 1865) (aide dessinateur auprès d'Eugène Millet)
- Hôtel de Ville de Clermont-de-l'Oise (restauration : 1875)
- Église Sainte-Chantal de Dijon. (construction : 1870 - 1873)
- Notre-Dame, église de Beaune (restauration : 1888)
- Notre-Dame, église (construction : 1898 - 1915) à Épernay
- Saint-Pierre-aux-Liens, église à Varenne-l'Arconce (travaux de restauration, notamment l'étage supérieur du clocher)
- Basilique Saint-Urbain de Troyes (restauration : 1876-1905) (reconstruction à l'identique du chœur et du transept, démontage et remontage du porche du bras gauche du transept, dégagement de la façade occidentale, protection des sculptures du XIIIe siècle par un porche triple, montage des murs-gouttereaux, pose des fenêtres hautes et des arcs-boutants de la nef, repose de la charpente, des voûtes et de la vitrerie, de la nef)

## Sources biographiques
- Nécrologie par Nizet, architecte des monuments historiques avec une photo de Paul Selmersheim « L'Architecture. Bulletin publié par la Société centrale des architectes pendant la durée de la guerre », 1917. Pages 60 et 61
- Condoléances du Préfet de la Seine à l'occasion de la mort de M. Selmersheim, dans « Procès-verbaux - Commission municipale du Vieux Paris, 1916 ». Pages 262 et 263